# Luigi Capello
Luigi Attilio Capello (Intra, 14 aprile 1859 – Roma, 25 giugno 1941) è stato un generale italiano.
Durante la prima guerra mondiale fu protagonista delle vittorie di Gorizia e, come comandante della 2ª Armata, della Bainsizza. La sconfitta riportata nella battaglia di Caporetto, la cui preparazione non lineare venne appesantita dalle severe condizioni di salute del generale (nonché da una serie di disguidi di comunicazione), decretò la fine delle sue fortune: considerato dalla commissione d'inchiesta su Caporetto fra i principali responsabili della sconfitta, non venne più richiamato in servizio. 
La commissione senatoriale che in seguito riesaminò le responsabilità del comandante giunse a conclusioni diverse da quelle a cui era pervenuta la commissione d'inchiesta, ma il documento che avrebbe sancito la riabilitazione formale del generale subì un arresto nel proprio iter per la ferma opposizione di Capello nei riguardi del Governo fascista, maturata dopo un'iniziale vicinanza politica. Il 4 novembre 1925 venne artatamente coinvolto nel fallito attentato contro Benito Mussolini organizzato dal deputato social-unitario Tito Zaniboni: nonostante l'assenza di prove, Capello venne condannato a trent'anni di carcere.
Dai contemporanei era ritenuto uno dei migliori tattici del Regio Esercito italiano; ancora a distanza di cinquant'anni dagli eventi lo scrittore Mario Silvestri sostenne che «di tutti i nostri comandanti d'armata Capello fu di gran lunga il migliore, quello più animato di spirito di iniziativa e dotato di notevole perspicacia ed intuizione, come dimostrò anche a Caporetto». In possesso di notevole facilità di parola, il generale sapeva infondere fiducia nei propri uomini alla vigilia dell'assalto. 

## Biografia
Luigi Capello proveniva da una famiglia della piccola borghesia: suo padre Enrico era funzionario dei telegrafi, sua madre Enrica Volpi era casalinga. Le origini familiari non facevano presagire una carriera brillante, giacché le alte gerarchie del regio esercito provenivano di solito dall'ambiente sabaudo della nobiltà di spada. Malgrado non sentisse un particolare interesse verso la carriera militare, Capello fu costretto a fare questa scelta perché i suoi familiari desideravano dargli un avvenire sicuro, viste anche le cattive condizioni di salute del padre.
Iscritto nel 1875 alla Scuola Militare di Modena, ne uscì con il grado di sottotenente nel 1878, per poi completare la formazione presso la Scuola di guerra. Divenuto colonnello, nel 1904 comandò il 50º Reggimento fanteria. Con il grado di maggior generale nel 1910 comandò la Brigata "Abruzzi" per essere in seguito destinato in Libia durante la Guerra italo-turca dove ebbe il comando di una brigata inquadrata nella 4ª Divisione speciale del generale Ferruccio Trombi, prendendo parte a combattimenti nel settore di Derna. Promosso tenente generale nel 1914 comandò la divisione militare territoriale di Cagliari e poi con l'entrata in guerra dell'Italia, avvenuta il 24 maggio 1915, il II Corpo d'armata.
Grazie alla preparazione massiccia e alla fiducia nella vittoria maturata fra i soldati, comandante il VI Corpo d'Armata, Capello riuscì nella conquista di Gorizia (VI battaglia dell'Isonzo) ottenendo grande visibilità e destando anche l'attenzione di chi lo avrebbe gradito nel ruolo di Capo di Stato Maggiore in vece del generale Cadorna. Dopo un periodo sugli altipiani contrassegnato da scarsa attività, venne richiamato nella Zona di Gorizia e fu insignito della Croce di Grande Ufficiale dell' Ordine Militare di Savoia. In data 1° giugno 1917 gli venne assegnato il comando della 2ª Armata (di stanza nell'Isonzo) che portò alla conquista della Bainsizza nell'undicesima offensiva in quel settore. Fu una vittoria di grande impatto, sia per le ingenti risorse materiali disponibili, sia per il nutrito concorso dei nove corpi di armata (dislocati tra il Monte Rombon e Vipacco) compresi nel suo comando: fu la schiacciante vittoria italiana (vittoria a 'doppio taglio' per le insidie potenziali che il terreno conquistato presentava in caso di eventuale offensiva nemica) a stimolare il ricorso all' alleato tedesco da parte degli Austroungarici. Tali dinamiche costituirono i presupposti della sconfitta italiana nell'ottobre del 1917. 
Favorevole all'offensiva (intesa principalmente come manifestazione costante dello spirito offensivo), fu promotore e formatore della Brigata 'Sassari'. Estese al contesto della 2ª Armata  le innovazioni già sperimentate precedentemente sul piano sia della preparazione psicologica del soldato, sia del perseguimento costante della sinergia fra Fanteria ed Artiglieria al fine di proteggere le truppe durante l'assalto alle trincee nemiche. In particolare, già dalla conquista di Gorizia, appoggiò l'opera del generale Francesco Saverio Grazioli che avrebbe poi favorito l'istituzione dei Riparti d'Assalto (gli Arditi), suscitando malumori che alimentarono lo strascico di rivalità (incisivo sulle valutazioni inerenti alle sue responsabilità relative alla sconfitta: la Relazione prodotta dalla Commissione d'Inchiesta diede risalto principalmente ai suoi detrattori).

### La preparazione della XII Battaglia dell'Isonzo
Diversi fattori fecero sì che l'idea di un'azione offensiva programmata precedentemente venisse abbandonata dal Comando Supremo in favore del mantenimento di un assetto difensivo. Tale mutamento dopo anni di azioni offensive venne considerato da Capello potenzialmente pericoloso per il morale delle truppe: restare in attesa di quello che veniva comunemente considerato un improbabile attacco nemico avrebbe spento completamente lo spirito offensivo dei soldati, già stanchi dopo la battaglia d'agosto e sfibrati dalla subdola propaganda pacifista che da tempo circolava in zona di guerra. La malattia invalidante del Comandante della 2ª Armata (compagine su cui si abbatté poi l'urto nemico), la conseguente presenza di un comandante interinale (generale Luca Montuori) e la lontananza del Capo di Stato Maggiore (intento a verificare la concretezza dell'ipotesi circa un attacco simultaneo alle fronti trentina ed isontina) resero impossibile il dialogo diretto fra Cadorna e Capello con gravi ripercussioni. Il Comandante della 2ª Armata era fortemente propenso ad orientarsi verso una controffensiva di vasto respiro mentre al Capo di Stato Maggiore premeva soprattutto la saldezza dell'assetto difensivo dello schieramento. Le figure secondarie incaricate di mantenere i contatti fra i generali Cadorna e Capello rallentarono ulteriormente il dialogo a distanza, spesso fraintendendone i contenuti ed accrescendo così i margini già ampi di incertezza che angustiavano il generale Capello. In data 19 ottobre il confronto con Cadorna vi fu, ma pressoché a ridosso dell'attacco nemico: il Capo di Stato Maggiore ribadì la necessità di attenersi alla più stretta difensiva, riducendo la controffensiva d'armata ad azioni controffensive di carattere locale. Il generale Capello venne ricoverato per la severità dei sintomi che lo affliggevano ma, alla vigilia dell'attacco, pur febbricitante e malfermo in salute, ritornò alla sede del Comando senza autorizzazione medica.

Il generale Luigi Capello durante la Grande Guerra.

Il 24 ottobre 1917 l'ala sinistra della 2ª Armata venne duramente colpita dall'attacco austrotedesco. Anche la distruzione delle linee di comunicazioni (data da tempo per certa dal generale Capello, ma non recepita nella gravità della sua portata dal generale Pietro Badoglio) concorse alla destabilizzazione collettiva. Il 25 ottobre Capello, prima di essere nuovamente ricoverato, ebbe modo di parlare al generale Cadorna e, da lui invitato, di esporgli il suo pensiero circa l'azione più opportuna da compiersi. Ma la sua proposta del ripiegamento tempestivo, inizialmente approvata, suscitò perplessità all'interno del Comando Supremo tali da abbandonare l'idea, salvo riprenderla in seguito, quando il contesto si presentava di molto inasprito. 
Sussistono numerose interpretazioni sulle cause della sconfitta, di cui alcune favorevoli agli intenti di Capello. Una fonte fondamentale per l'analisi del comando del generale Capello è quella degli scritti del maresciallo Caviglia, che tratta anche della concezione psicologica della guerra e della pedagogia delle masse messa in atto dal generale. Caviglia scagiona Capello dalle accuse di hybris e lo presenta come un comandante equilibrato.

### Il Dopoguerra
Capello fu tra i primi ad aderire ai Fasci italiani di combattimento e venne chiamato a presiederne il Congresso di Roma nel novembre 1921. Ma in seguito al voto del Gran consiglio del fascismo del 13 febbraio 1923 che dichiarava incompatibile l'adesione al Fascismo e alla Massoneria, Capello dichiarò apertamente la propria appartenenza massonica e abbandonò il PNF; e nel 1924 difese fisicamente dagli attacchi fascisti la sede centrale del Grande Oriente d'Italia, Palazzo Giustiniani. La sua aperta attività di opposizione al regime gli precluse la possibilità di veder riconosciute pubblicamente le vere responsabilità circa la sconfitta del 24 ottobre 1917 alle quali era giunta la Commissione Senatoriale nominata con Decreto del 12 aprile 1922: "Papà rispose in mia presenza al senatore: "Mi spiace conte, ma io desidero che la verità mi venga per la via maestra, ossia per quella diritta e del diritto e non per quella tortuosa del mercimonio". E a noi dopo disse: "Hanno sperato di togliermi di mezzo con l'allettamento di qualche biglietto da mille. Non rinuncio alla mia libertà di pensiero e non vengo a patti perché mi si faccia giustizia. Non ho premura; a questo, caso mai, penserà la storia". 
Secondo alcuni storici militari, come Rochat e Schindler, mentre i comandanti italiani della Grande guerra come Diaz e Badoglio furono fatti oggetto di onori da parte del regime, Capello fu emarginato, soprattutto a causa della propria appartenenza alla Massoneria (essendo stato iniziato il 15 aprile 1910 nella loggia "Fides" di Torino, avendo poi conseguito il 33° e massimo grado del Rito scozzese antico ed accettato). Anche la sete di verità, incurante degli equilibri che avrebbe infranto, congiurò a suo sfavore: "Ma Capello parla e scrive troppo. [...] lasci passare il tempo in silenzio" ebbe a suggerire Benito Mussolini. Ma il Generale ritenne impensabile seguire tale consiglio 'prudente'.

### L'attentato a Mussolini

Luigi Capello durante la detenzione nel giardino della clinica di Formia.

Il 5 novembre 1925 Capello fu arrestato a Torino con l'accusa di aver preso parte all'organizzazione del fallito attentato contro Mussolini organizzato dal deputato social-unitario Tito Zaniboni ed attuato il giorno precedente, IV novembre. Capello respinse tutte le accuse e dichiarò di aver avuto solo un incontro, il 2 novembre, con Carlo Quaglia (collaboratore di Zaniboni rivelatosi poi essere un informatore al servizio della Polizia politica), inviato da Zaniboni per potergli consegnare un prestito di 300 lire che serviva per finanziare una manifestazione di reduci antifascisti, ma di essere all'oscuro delle reali intenzioni di Zaniboni. 
Secondo le informative di polizia la somma di cui fu trovato in possesso Zaniboni, giunta da Praga e consegnatagli da Quaglia, era stata elargita da un importante massone, il che fece prendere corpo all'idea che nella vicenda vi fosse uno 'sfondo massonico', mentre secondo il funzionario di polizia Guido Leto la responsabilità della massoneria italiana, pur data per scontata fin da subito in ambito politico, era stata poi ridimensionata in ambito giudiziario. Malgrado ciò, essa giustificò per il regime fascista il varo delle leggi miranti alla soppressione della massoneria in Italia. 
Zaniboni cercò inutilmente di scagionare il Generale dal fallito attentato: "Sarei altamente onorato di poter avere al mio fianco, per la stessa imputazione, quello che fu il più grande generale, dall'Armata in su, della nostra guerra. La mia posizione assurgerebbe a più chiaro significato. Malauguratamente devo avere solo l'amarezza di aver condotto, contro la mia volontà, questo uomo, vecchio e malfermo in salute, alla quale tutta l'Italia dovrebbe essere grata, alla mortificazione del carcere. [...] - e aggiunse - Io non avevo però informato il Capello dei miei intendimenti". Dal canto suo, Capello sostenne che se avesse realmente partecipato all'organizzazione dell'attentato non avrebbe avuto alcuna remora ad ammetterlo, ma il piano di Zaniboni (definito 'bestiale' da Capello) denotava un'imperizia tale da non poter essergli attribuito. Le uniche 'prove' del coinvolgimento del Generale consistettero nelle parole del collaboratore della Polizia Quaglia: "lo guardai negli occhi. Egli capì che ne sapevo quanto lui".
Nel 1927 fu condannato a trent'anni di carcere, di cui i primi anni scontati in isolamento, ma venne rimesso in libertà il 22 gennaio 1936. Secondo Guido Leto la condanna abbreviata fu dovuta alla convinzione di Mussolini che, nonostante le prove, in realtà il generale fosse estraneo all'attentato, nonché per il riconoscimento degli importanti meriti di Capello acquisiti nella Grande Guerra; inoltre Mussolini dispose la requisizione di alcuni locali della clinica del dottor Cusumano a Formia, all'interno dei quali (e dell'annesso giardino) Capello ebbe libera circolazione durante la detenzione, seppur sotto vigilanza da parte dei carabinieri.
Scarcerato, trascorse gli ultimi anni di vita in un appartamento in via Stazione San Pietro a Roma e le estati a Grottaferrata. 
Riposa nel Cimitero del Verano.
Con decreto del 26 dicembre 1947 gli furono restituite tutte le decorazioni militari di cui era insignito, a partire dal 5 agosto dello stesso anno.

## Pubblicazioni
- Per la verità, Fratelli Treves, Milano, 1920.
- Note di guerra, dall’inizio alla presa di Gorizia Vol.1, Fratelli Treves, Milano, 1920.
- Note di guerra, Vodice, Bainsizza, Caporetto, la vittoria finale Vol.2, Fratelli Treves, Milano, 1921.
- Caporetto, perchè?, Prefazione di Renzo De Felice, Collana Saggi n.414, Torino, Einaudi, ottobre 1967.

## Monumenti
La ventitreesima galleria della strada delle 52 gallerie del Monte Pasubio, scavate in occasione dei combattimenti della prima guerra mondiale, porta il suo nome.